# مصورات الصفرا
مصورات الصفراء (به عربی: المُصَوَّرَاتُ الصُّفْرَاء، به زبان مرواهی: آبورِپی، به مصری باستان: jbrp, jpbr-ˁnḫ) یک مجموعه نیایشگاهی بزرگ مربوط به مِرواهی‌ها در کشور سودان امروزی است که دیرینگی آن به اوایل دوره مرواهی در قرن سوم پیش از میلاد بازمی‌گردد.
این مجموعه در یک حوضه آبریز بزرگ واقع شده که توسط تپه‌های ماسه‌سنگی کم‌ارتفاع در غرب بطانه احاطه شده‌است. این محل ۱۸۰ کیلومتر در شمال خاوری خارطوم، ۲۰ کیلومتر در شمال نقعه و تقریباً ۲۵ کیلومتر در جنوب خاوری نیل واقع شده‌است. این مجموعه به همراه مرواه و نقعه به عنوان جزیره مرواه شناخته می‌شود و در سال ۲۰۱۱ به عنوان میراث جهانی یونسکو ثبت شد. این مجموعه که از ماسه‌سنگ ساخته شده‌است، شامل بخش‌های اصلی محوطه بزرگ، معبد شیرِ آپِدِماک و مخزن بزرگ می‌شود. قابل توجه‌ترین بخش این مجموعه، شمار زیاد تصاویر فیل است که نشان می‌دهد این حیوان نقش مهمی در مصورات الصفرا داشته‌است.

## پژوهش
محوطه مصورات الصفرا برای نخستین بار در سال ۱۸۲۲ توسط لینانت دو بلفوند و اندکی بعد توسط فردریک کایو ذکر شد. اولین شرح مفصل از این محوطه توسط کارل ریچارد لپسیوس ارائه شد. کاوش‌های باستان‌شناسی توسط هیئت اعزامی بُطانه از دانشگاه هومبولت برلین تحت هدایت باستان‌شناس فریتز هینتزه از سال ۱۹۶۰ تا ۱۹۷۰ انجام شد. این تیم معبد شیر که در دوران باستان ویران شده بود را بازسازی کرد و سقف جدیدی برای آن ساخت. این کاوش‌ها پس از وقفه‌ای چند دهه‌ای ادامه یافت و تاکنون نیز ادامه دارد.

## معبد شیر

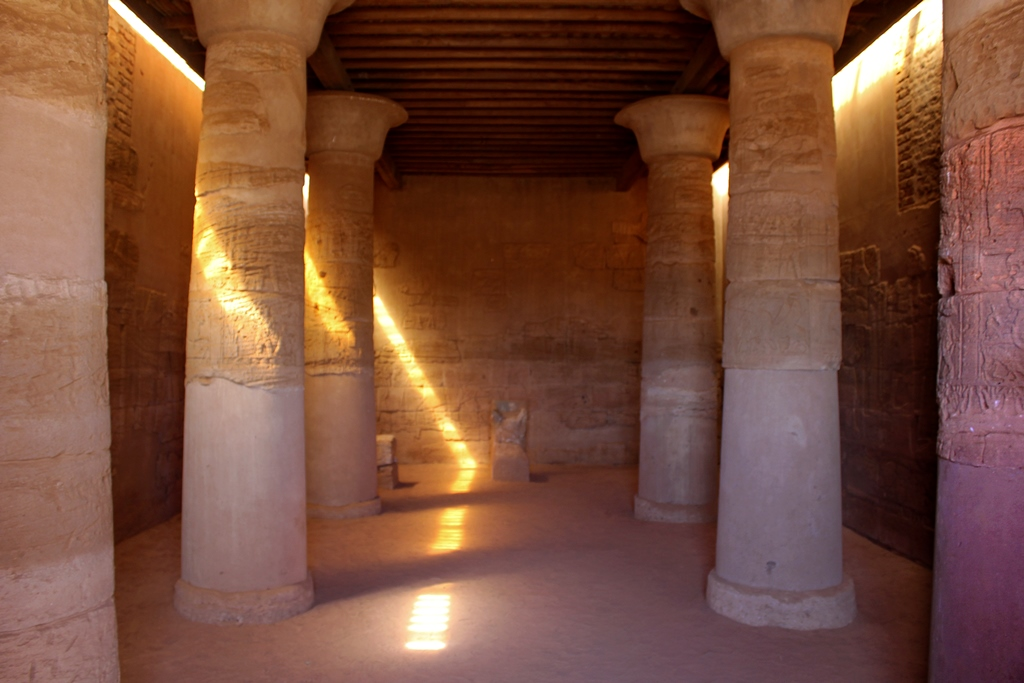
ستون‌ها در معبد شیر
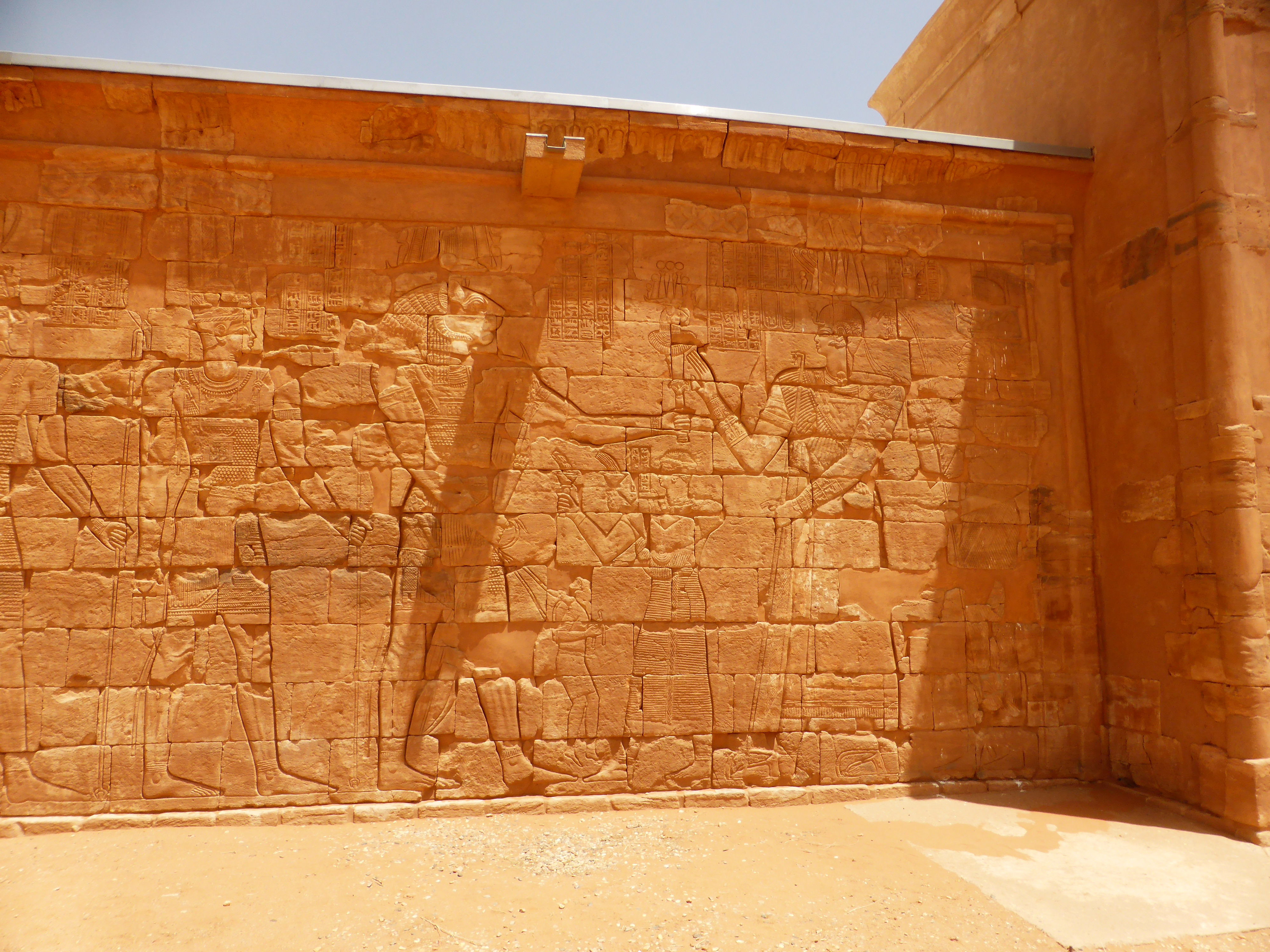
نقش برجسته آپِدِماک

معبد شیر یک معبد مستطیل‌شکل تک‌محرابی با طول ۱۴٫۲۱ متر، عرض ۹٫۱۳ متر و ارتفاع ۴٫۷ متر است که دارای دروازه و شش ستون ساخته شده از طبله است. این نیایشگاه توسط پادشاه آرنخامانی ساخته شده و به آپدماک تقدیم شده‌است. این پرستشگاه دارای سنگ‌نوشته‌هایی به خط هیروگلیف مصری و تصاویری از فیل و شیر در دیواره داخلی عقب و همچنین نقش برجسته‌هایی از آپدماک به عنوان یک خدای سه‌سر در دیواره‌های بیرونی است.
یک مدل سه‌بعدی از معبد شیر در اینجا قابل مشاهده است. پویانمایی مدل سه‌بعدی معبد شیر را می‌توان در اینجا مشاهده کرد.

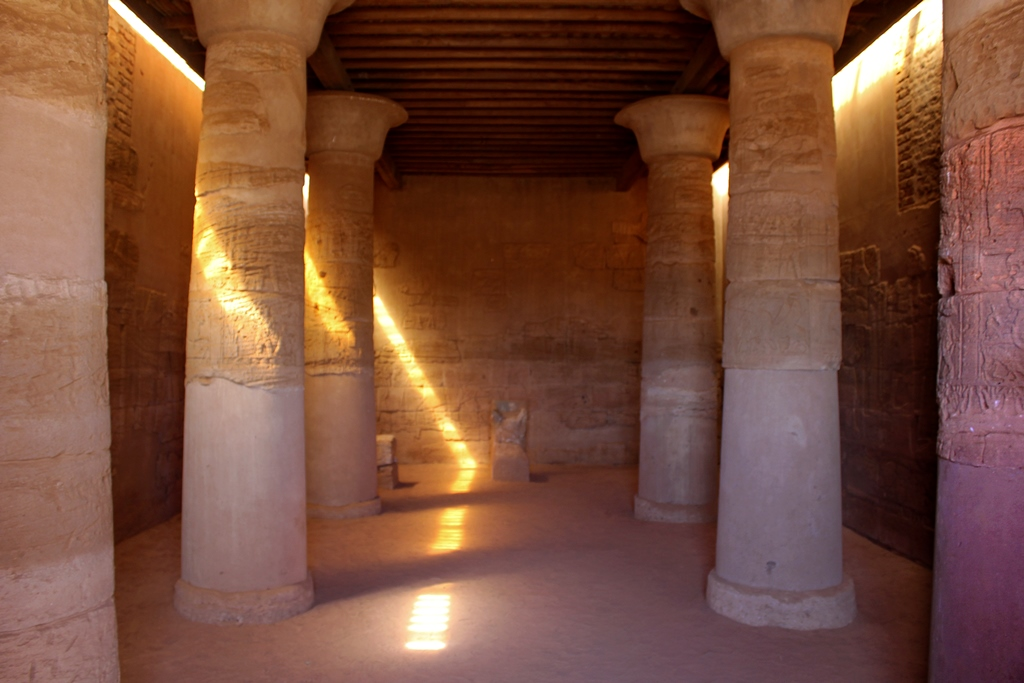
ستون‌های معبد شیر
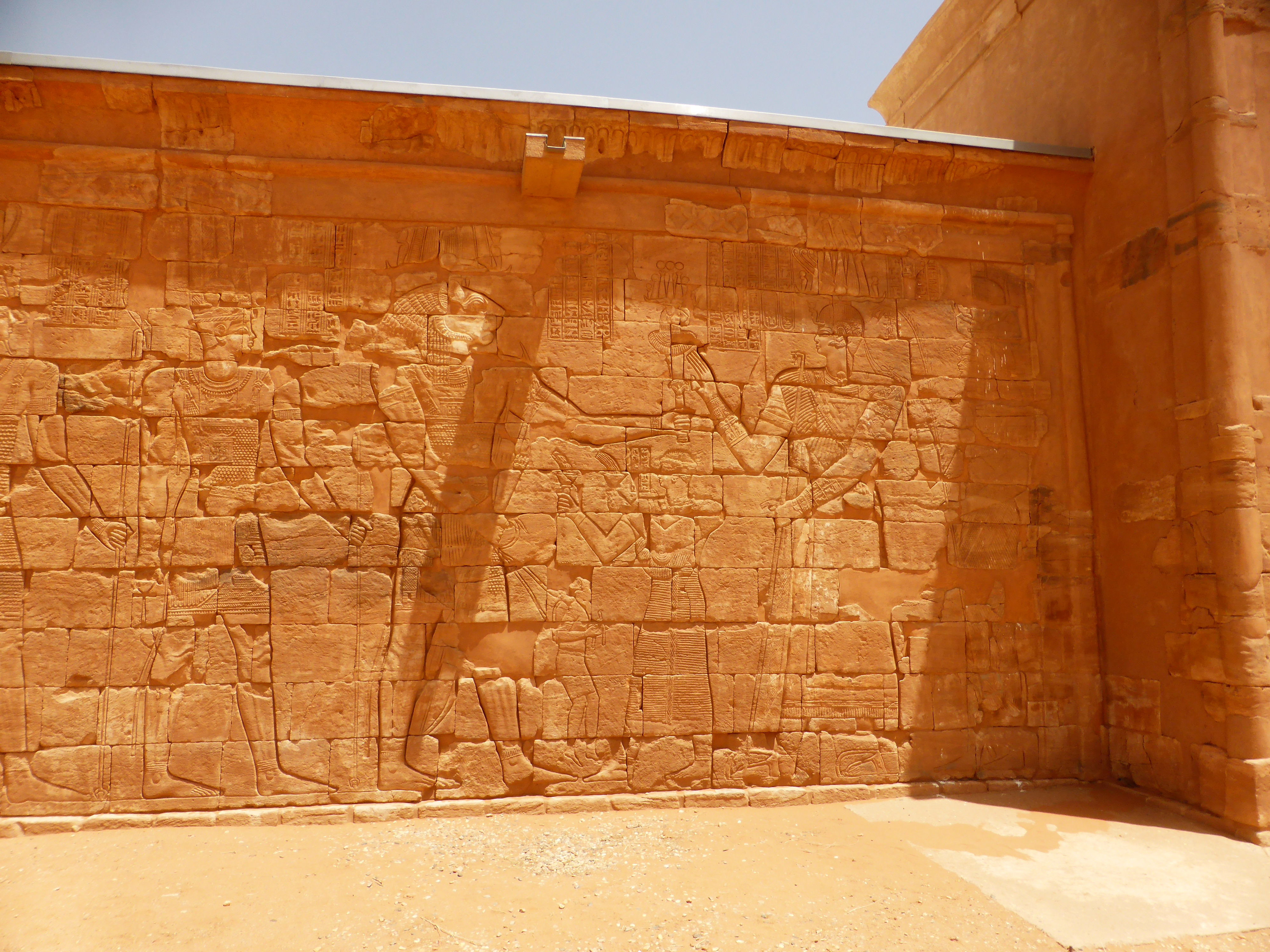
نقش برجسته آپدماک

## محوطه بزرگ
محوطه بزرگ، سازه اصلی این کاوشگاه است. بخش بزرگی از این مجموعه ساختمانی پیچیده و هزارتو مانند، که تقریباً ۴۵۰۰۰ متر مربع را پوشش می‌دهد، در قرن سوم پیش از میلاد ساخته شده‌است. به گفته هینتزه، «نقشه پیچیده این مجموعه گسترده از ساختمان‌ها در کل دره نیل بی‌نظیر است». این هزارتو از حیاط‌ها شامل سه معبد (احتمالی)، گذرگاه‌ها، دیوارهای کوتاه که هرگونه ارتباط با دنیای بیرون را قطع می‌کند، حدود ۲۰ ستون، شیب‌راه‌ها و دو مخزن آب است.
مجسمه‌های زیادی از حیوانات، مانند فیل، در این محوطه وجود دارد و بیشتر دیوارهای این مجموعه حاوی نقش‌نگاره‌ها و نشانه‌های بنایان یا زائران، هم به صورت تصویری و هم به خط مرواهی یا یونانی است. نقشه این محوطه، تاکنون، در نوبه و مصر باستان بی‌نظیر است و بحث‌هایی در مورد کارکرد این ساختمان‌ها وجود دارد. پیشنهادهای اولیه شامل مواردی مانند آموزشکده، مریضخانه و اردوگاه آموزش فیل هستند. به گفته پژوهشگر باسیل دیویدسون، حداقل چهار ملکه کوشی (آمانی‌رناس، آمانیشاخه‌تو، ناویده‌ماک و آمانیتور) احتمالاً بخشی از زندگی خود را در مصورات الصفراء گذرانده‌اند.

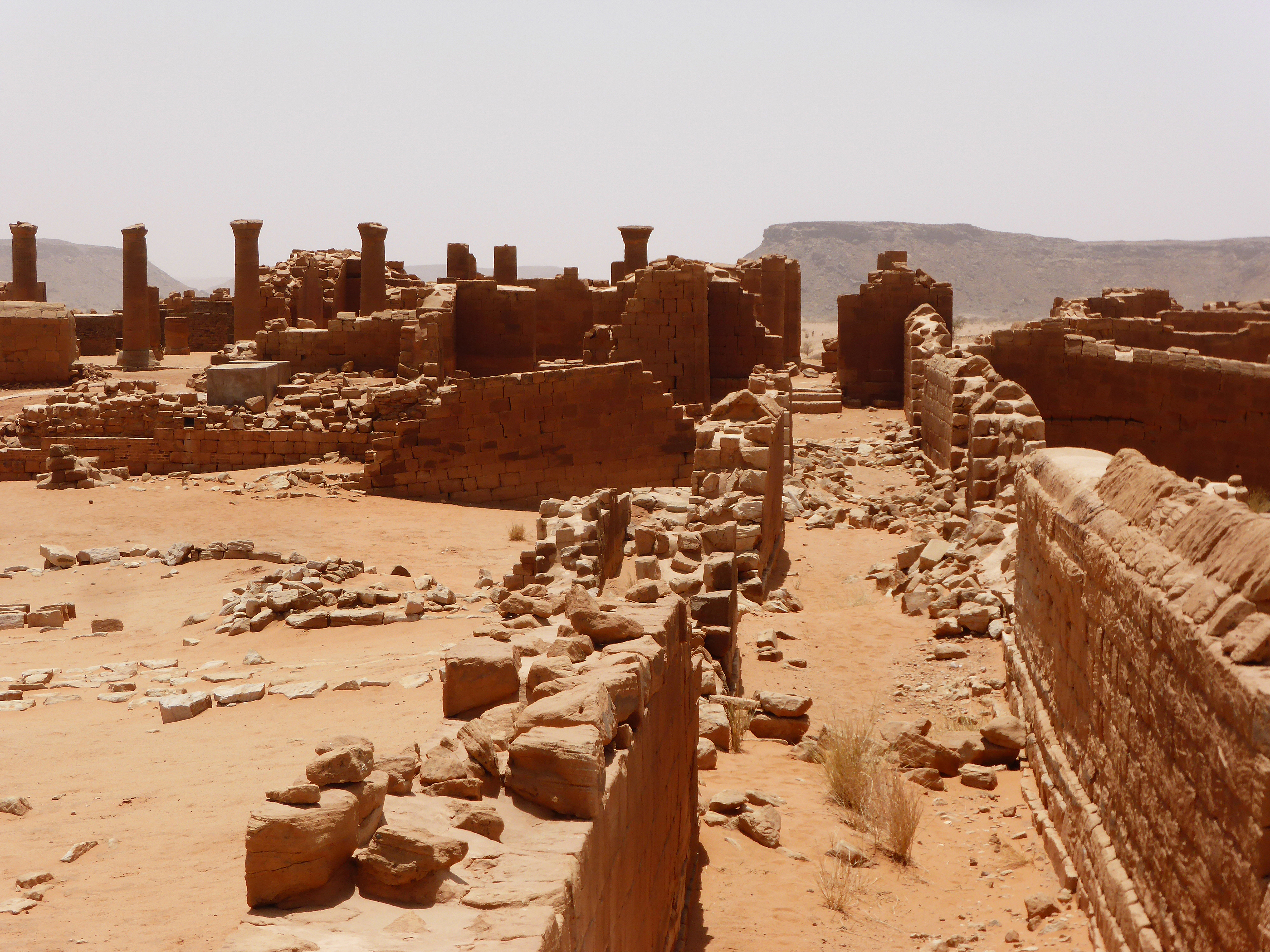
نمایی از محوطه بزرگ
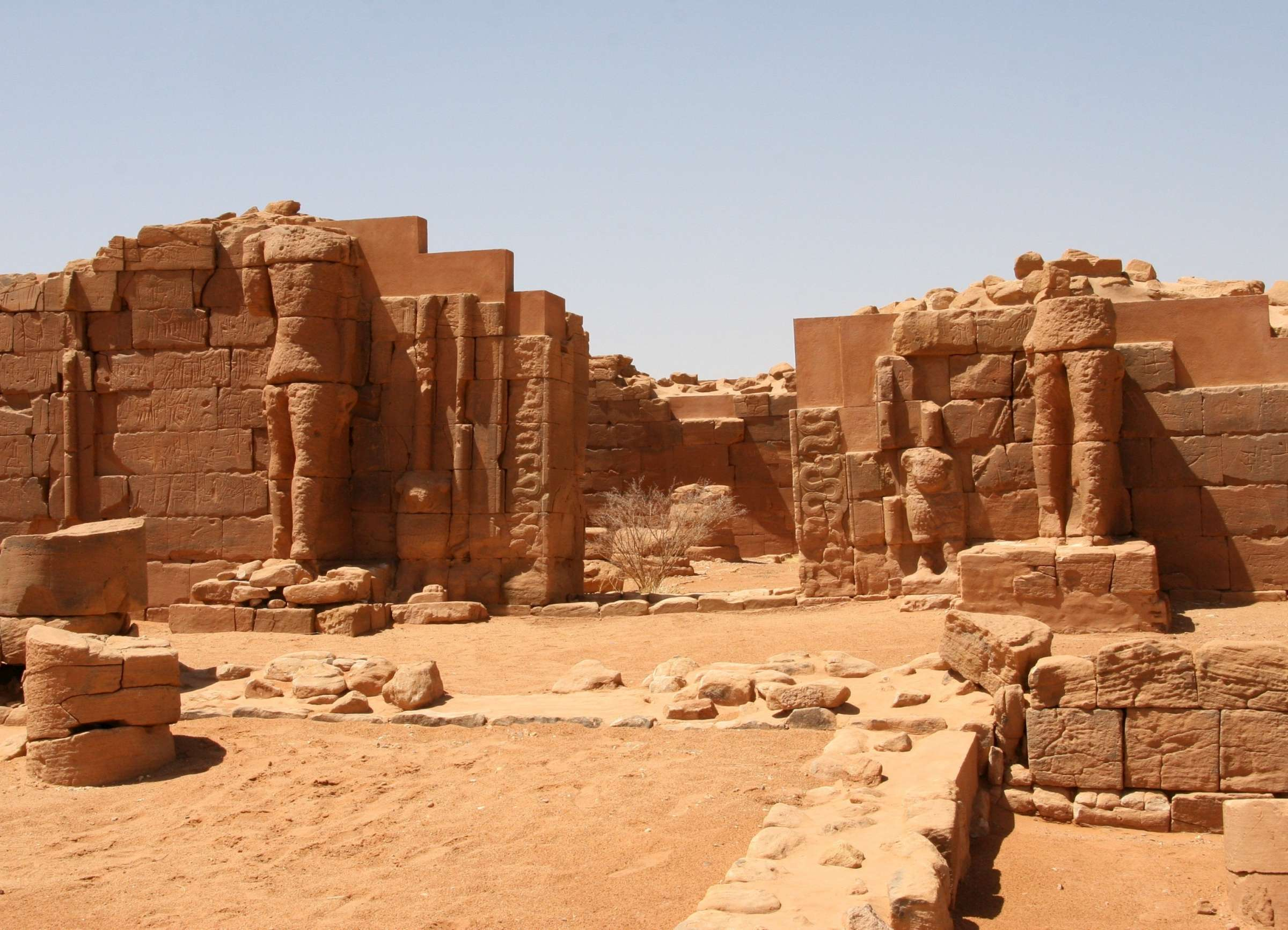
ورودی محوطه بزرگ
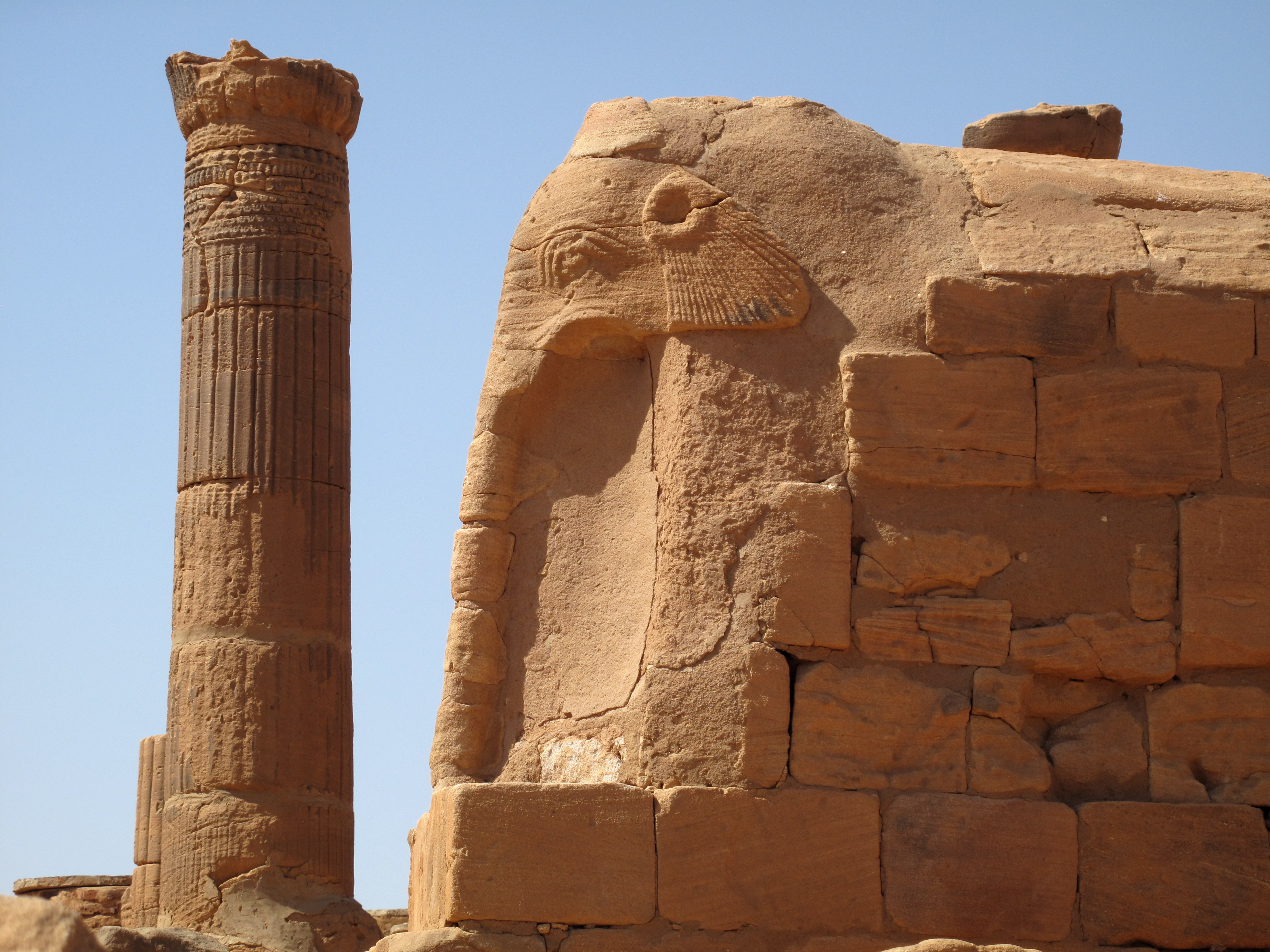
تندیس فیل
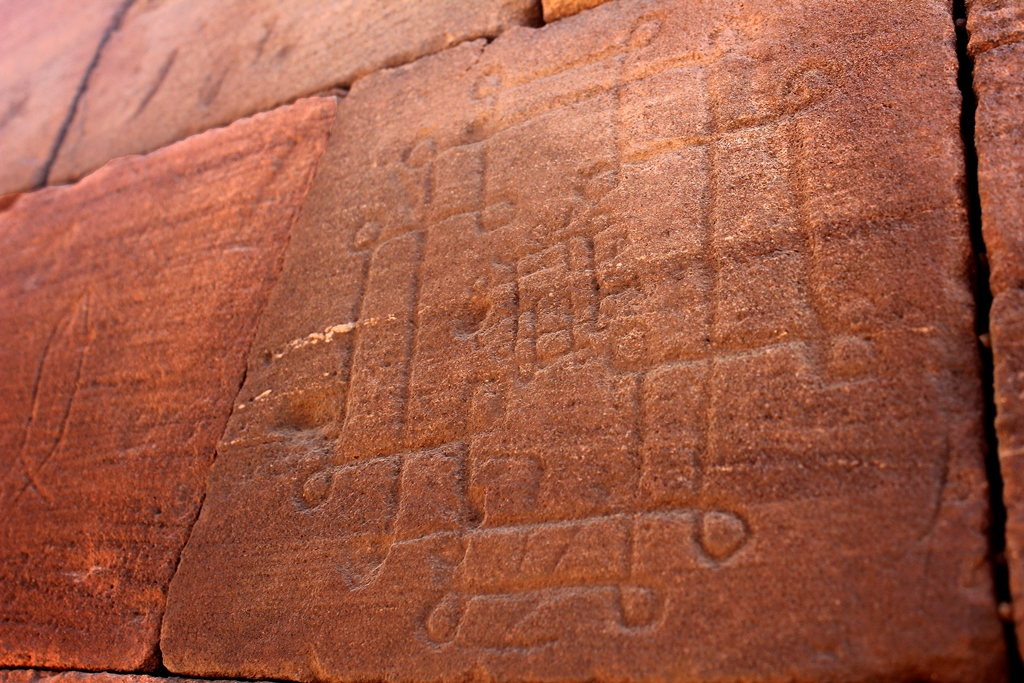
نقش‌های دیواری
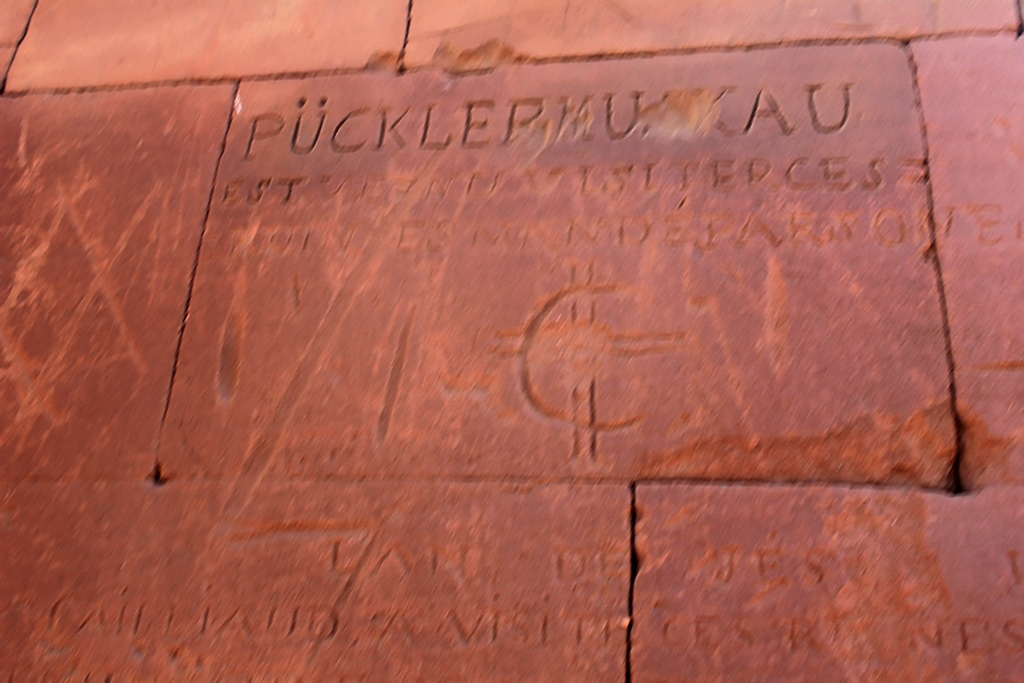
دیوارنگاره شاهزادهپوکلر-موسکاو

## مخزن بزرگ

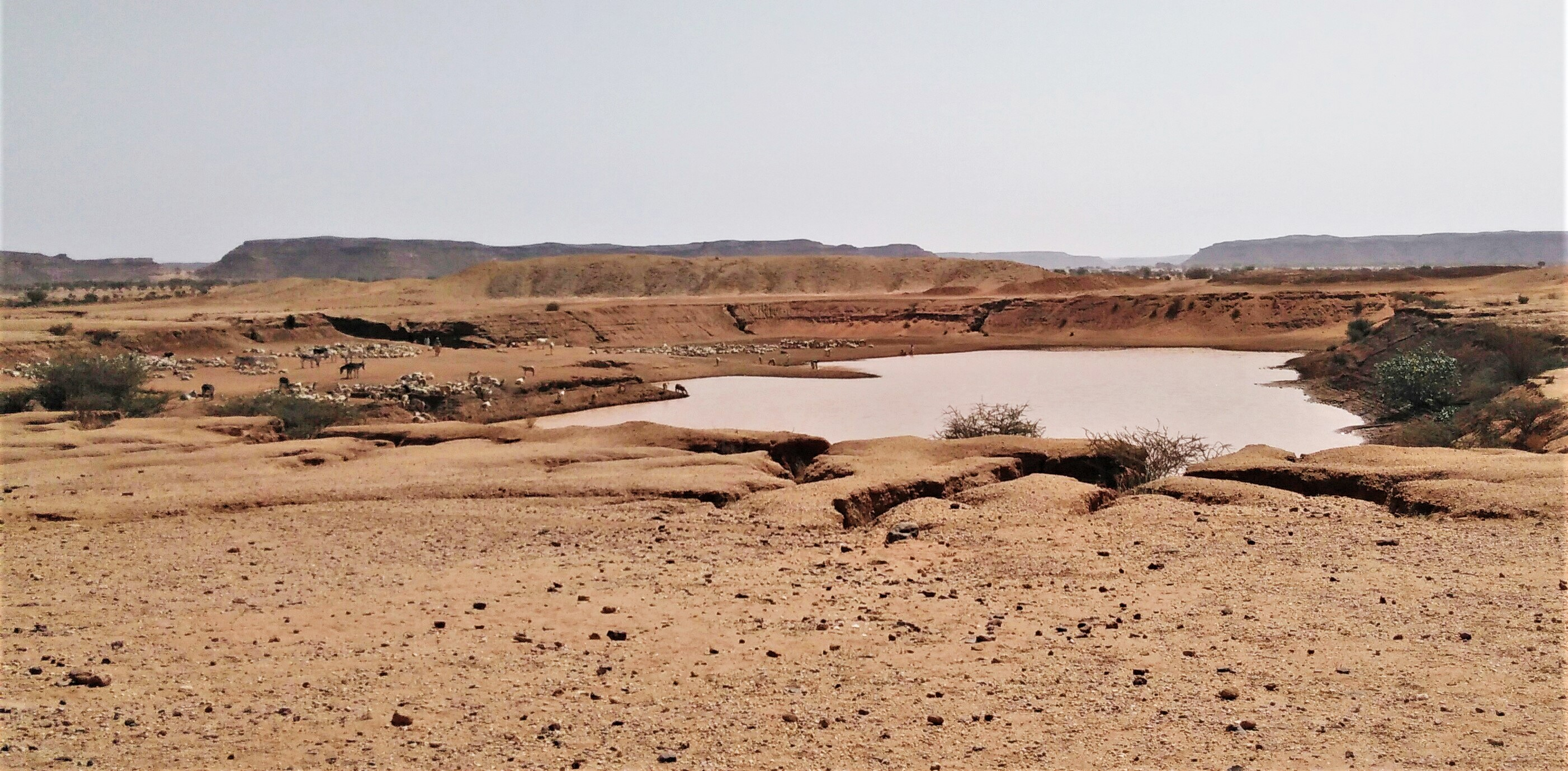
«حفیر بزرگ» در مصورات الصفرا

مخزن بزرگ یک حفیر (واژه‌ای عربی به معنی حوضچه یا مخزن آب) است که برای نگهداری هر چه بیشتر آب حاصل از بارندگی در فصل کوتاه بارانی ساخته شده. این مخزن ۲۵۰ متر قطر دارد و حدود ۶٫۳ متر در زمین کنده شده‌است.

## مدل‌های سه‌بعدی با اسکن لیزری
پروژه زمانی میراث فرهنگی را به صورت سه‌بعدی اسکن و ثبت می‌کند تا برای نسل‌های آینده باقی بماند. سندنگاری محوطه بزرگ مصورات الصفرا و معبد آدپماک (شیر) بر اساس اسکن لیزری زمینی صورت گرفته‌است. و در سال ۲۰۰۹ انجام شده‌است. مدل‌های سه‌بعدی، پویانمایی‌ها، نقشه‌ها و تصاویر برخی از پرستشگاه‌ها به صورت آنلاین در دسترس هستند.

## برای مطالعهٔ بیشتر
- باسیل دیویدسون آفریقای قدیمی دوباره کشف شد، گولانچ، ۱۹۵۹.
- یوخن هالوف، Die Baustufen I bis IV der Großen Anlage von Musawwarat es Sufra، ۲۰۰۶.
- پیتر شینی مرو، ۱۹۶۷.
- Steffen Wenig (ویرایش)، Die Tempel von Musawwarat es Sufra، ۱۹۹۶.